# Óscar Fernández González (futbolista)
Óscar Fernández González (Renedo de Piélagos, Cantabria; 17 de mayo de 1995), más conocido como Óscar, es un futbolista español. Juega como delantero y su equipo actual es el UE Santa Coloma de la Primera División de Andorra.

## Trayectoria
Se formó como juvenil en el Atlético Perines.
En la temporada 14/15 pasó a formar parte de Racing B, haciendo la pretemporada con el primer equipo y debutando en Segunda División contra el Girona en la primera jornada.
En julio de 2018, Fernández firma por dos temporadas con la AD Alcorcón, aunque la primera temporada es cedido a préstamo en el Club de Fútbol Fuenlabrada, de la Segunda División B de España.
En el mercado de invierno, el jugador abandona el "Fuenla" y llega al histórico Club Deportivo Castellón
En julio de 2019, rescinde su contrato con la AD Alcorcón y se compromete con el Barakaldo Club de Fútbol.
En el verano de 2020,deja de formar parte del Barakaldo, para irse a tierras gallegas, más concretamente al Pontevedra club de fútbol

## Clubes
| Club                 | País    | Año       |
| -------------------- | ------- | --------- |
| Racing Santander     | España  | 2014-2018 |
| AD Alcorcón          | España  | 2018-2019 |
| Fuenlabrada (cedido) | España  | 2018      |
| Castellón (cedido)   | España  | 2019      |
| Barakaldo            | España  | 2019-2020 |
| Don Benito           | España  | 2020      |
| Pontevedra           | España  | 2020-2021 |
| Racing Rioja         | España  | 2021-2022 |
| Marino de Luanco     | España  | 2022-2023 |
| UE Santa Coloma      | Andorra | 2023-act. |

## Palmarés

### Campeonatos nacionales
| Competición          | Equipo          | País    | Año  |
| -------------------- | --------------- | ------- | ---- |
| Supercopa de Andorra | UE Santa Coloma | Andorra | 2024 |